# Mariusz Rawski
Mariusz Rawski (ur. 10 czerwca 1971 w Lubaczowie) – polski inżynier, doktor habilitowany nauk technicznych, specjalizujący się w układach cyfrowych, systemach cyfrowych, kryptografii oraz obliczeniach rozproszonych. Profesor Wydziału Elektroniki i Technik Informacyjnych Politechniki Warszawskiej.

## Życiorys
Absolwent liceum ogólnokształcącego w Lubaczowie. W 1995 ukończył studia magisterskie z telekomunikacji na Wydziale Elektroniki i Technik Informacyjnych Politechniki Warszawskiej i został nauczycielem akademickim w Instytucie Telekomunikacji PW. Doktoryzował się w 2000 na podstawie pracy pt. Miary informacyjne w wielopoziomowej syntezie logicznej złożonych układów cyfrowych przygotowanej pod kierunkiem Tadeusza Łuby. Habilitację z telekomunikacji uzyskał w 2014 na podstawie dotychczasowego dorobku naukowego i pracy pt. Dekompozycyjne metody syntezy w projektowaniu systemów cyfrowych dla heterogenicznych struktur programowalnych.
W swojej działalności naukowej Rawski skupił się na projektowaniu, optymalizacji i syntezie układów cyfrowych oraz zastosowaniu układów FPGA do realizacji sprzętowej systemów cyfrowych. Pracował też nad algorytmami dekompozycji funkcjonalnej systemów.
Jest autorem i współautorem co najmniej 130 publikacji, w tym monografii pt. Dekompozycyjne metody syntezy w projektowaniu systemów cyfrowych dla heterogenicznych struktur programowalnych z 2013. Publikował prace w czasopismach, takich jak „Journal of Systems Architecture", „International Journal of Electronics and Telecommunications” czy „Przegląd Telekomunikacyjny”. Uczestniczył także w licznych konferencjach w różnych państwach.